# Francisco Jaílson de Sousa
Francisco Jaílson de Sousa (* 29. November 1986 in Itapipoca), auch bekannt als Jajá, ist ein brasilianischer Fußballspieler.

## Karriere
Jajá begann seine Karriere 2005 beim Zweitligisten EC Bahia. 2006 unterschrieb er einen Vertrag beim Erstligisten Cruzeiro EC. Danach spielte er bei Ipatinga FC, Guarani EC, Náutico Capibaribe und Boa EC. 2013 wechselte er zu Guarani EC. Von 2014 bis 2015 war er beim portugiesischen Zweitligisten Atlético CP unter Vertrag.